# 手紙を書く男 (ネッチェルの絵画)
『手紙を書く男』（てがみをかくおとこ、独: Der Briefschreiber、英: The Letter Writer）は、17世紀オランダ黄金時代の画家カスパル・ネッチェルが1665年にキャンバス上に油彩で制作した絵画である。画面上部の地図上に「C Netscher. fecit. 1665」という画家の署名と制昨年が記されている。アウグスト2世 (ポーランド王) のためにラシュケ (Raschke) により1723年以前に購入され、現在、ドレスデンのアルテ・マイスター絵画館に所蔵されている。

## 作品

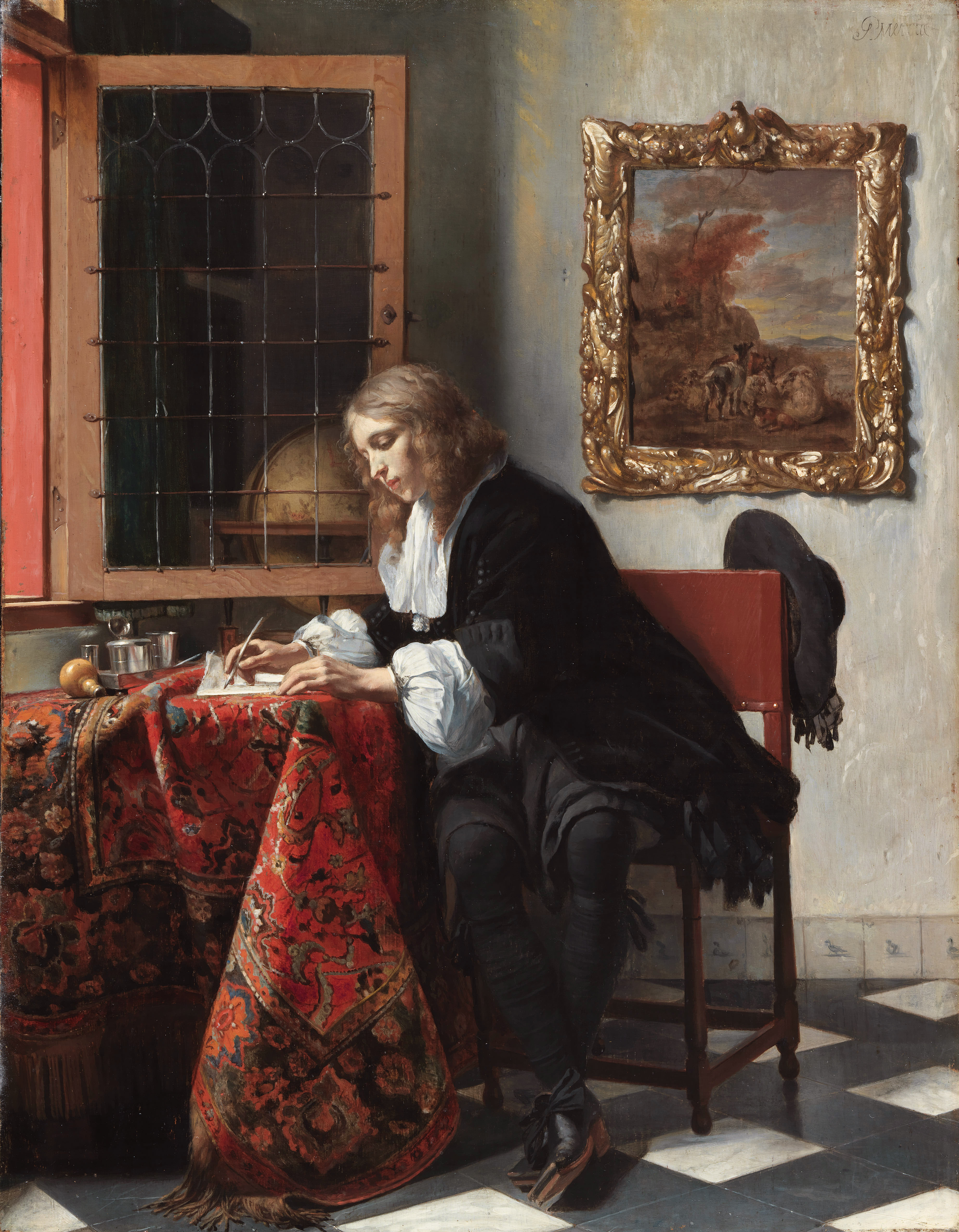
ハブリエル・メツー『手紙を書く男』 (1664-1666年ごろ)、アイルランド国立美術館、ダブリン

ドイツ生まれの画家ネッチェルは若い時代にフランスを含む多くの地へと旅をした後、1662年にデン・ハーグに居を構えた。ネッチェルがヘラルト・テル・ボルフに3年間にわたり師事したことは、彼の作品に影響を与えた。彼が1660年以降に描いた繊細な風俗画の数々は、彼の代表作となっている。
本作のテーマは手紙を書く人物である。17世紀のオランダはヨーロッパでもっとも識字率の高い国で、男女の別なく人々はよく手紙を書いた。当時の絵画においても、手紙を書く人物というテーマは非常に人気があり、需要も高かった。テル・ボルフを初め、フランス・ファン・ミーリス、ハブリエル・メツー、そしてヨハネス・フェルメールもこのテーマで絵画を描いている。
ネッチェルは、絵画のもっとも重要な購買層であった上流市民たちの生活を垣間見せている。手紙の文案を練っている若者を描いたこの小品は、穏やかで憂いを帯びた雰囲気を漂わせている。画家は細部まで精緻に室内を描いており、テーブルの上にある銀の筆記具やプロイセンの地図が目を引く。
なお、ロンドンの大英博物館には、明らかに本作のスケッチであるネッチェルの素描が所蔵されている。そのスケッチは、彼の「思い出」と呼ばれるものの1点と思われる。それはネッチェルが自身のために制作したもので、購入者や価格、作品自体についてのコメントが加えられており、彼の作品や経済状況を詳しく理解するための手がかりとなっている。